# 가사시호역
가사시호역(일본어: 笠師保駅)은 일본 이시카와현 나나오시에 위치한 노토 철도 나나오 선의 철도역이다. 단선 승강장 1면 1선의 구조를 갖춘 지상역이다.

## 역 주변
- 이시카와 현 북부 가축 보건 위생소
- 시오즈 해수욕장

## 역사
- 1928년 10월 31일 : 일본 철도성 나나오 선 와쿠라온센역 - 노토나카지마역 간 연장 때에 개업.
- 1960년 4월 1일 : 화물 취급 폐지.
- 1972년 3월 15일 : 무인역화.
- 1987년 4월 1일 : 일본국유철도 분할 민영화에 의해, 서일본 여객철도의 역이 됨.
- 1991년 9월 1일 : 나나오 선 와쿠라온센 역 - 와지마 역 간이 노토 철도로 전환되어 이에 의해 이 회사의 역이 됨.

## 인접 역
| 노토 철도 나나오 선    | 노토 철도 나나오 선 | 노토 철도 나나오 선        |
| ---------------------- | ------------------- | -------------------------- |
| 다쓰루하마 나나오 방면 | ■ 나나오 선         | 노토나카지마 아나미즈 방면 |